# Liste der Monuments historiques in Chapelle-des-Bois
Die Liste der Monuments historiques in Chapelle-des-Bois führt die Monuments historiques in der französischen Gemeinde Chapelle-des-Bois auf.

## Liste der Immobilien
| Bezeichnung             | Beschreibung            | Standort                   | Kennzeichnung | Schutzstatus | Datum | Bild           |
| ----------------------- | ----------------------- | -------------------------- | ------------- | ------------ | ----- | -------------- |
| Kirche St-Jean-Baptiste | aus dem 17. Jahrhundert | 5 Place de l’Église (Lage) | PA00101622    | Inscrit      | 1981  | weitere Bilder |

## Liste der Objekte
| Bezeichnung                  | Beschreibung | Standort                              | Kennzeichnung | Schutzstatus | Datum | Bild           |
| ---------------------------- | --- | ------------------------------------- | ------------- | ------------ | ----- | -------------- |
| Rechter Seitenaltar          | Altartisch und Retabel; Holz, farbig gefasst und vergoldet, bezeichnet 1748; zugehörig eine Pendeluhr (1988 gestohlen)                                          | in der Kirche St-Jean-Baptiste (Lage) | PM25000494    | Classé       | 1981  |                |
| Maria-Rosenkranz-Altar       | linker Seitenaltar; Altartisch, Retabel und Gemälde; Holz, farbig gefasst und vergoldet, Ölfarbe auf Leinwand, bezeichnet 1754                                  | in der Kirche St-Jean-Baptiste (Lage) | PM25000495    | Inscrit      | 1981  |                |
| Hauptaltar                   | Altartisch, Antependium, Altaraufbau, Tabernakel, Retabel und Gemälde; Holz, farbig gefasst und vergoldet, Leder, bemalt, Ölfarbe auf Leinwand, bezeichnet 1743 | in der Kirche St-Jean-Baptiste (Lage) | PM25001640    | Classé       | 1981  |                |
| Skulptur Johannes der Täufer | Holz, farbig gefasst, 18. Jahrhundert | in der Kirche St-Jean-Baptiste (Lage) | PM25001971    | Inscrit      | 1978  |                |
| Kanzel                       | Holz, 18. Jahrhundert | in der Kirche St-Jean-Baptiste (Lage) | PM25001972    | Inscrit      | 1979  | weitere Bilder |
| Gemälde Mariä Heimsuchung    | Ölfarbe auf Leinwand, Holzrahmen, 19. Jahrhundert | in der Kirche St-Jean-Baptiste (Lage) | PM25001973    | Inscrit      | 1980  |                |
| Kruzifix                     | Holz, farbig gefasst, 17. Jahrhundert | in der Kirche St-Jean-Baptiste (Lage) | PM25001974    | Inscrit      | 1980  |                |
| Sechs Altarleuchter          | Kupfer, vergoldet, 18. Jahrhundert | in der Kirche St-Jean-Baptiste (Lage) | PM25001975    | Inscrit      | 1981  |                |
| Zwei Kronleuchter            | Bronze, Kristallglas, 18. Jahrhundert | in der Kirche St-Jean-Baptiste (Lage) | PM25001976    | Inscrit      | 1981  |                |
| Gemälde Emmauspilger         | Ölfarbe auf Leinwand, um 1862 von Marguerite-Zéolide Lecran; nach Tizian                                                                                        | in der Mairie (Lage)                  | PM25003615    | Inscrit      | 2023  |                |